# 2Cellos
2Cellos (стилизирано като 2CΞLLOS) е дуо, съставено от хърватските челисти Лука Шулич и Степан Хаусер. През 2011 г. подписват договор със Sony Masterworks и издават 4 албума. Дуото изпълнява инструментални аранжименти на добре познати поп и рок песни, както и на класическа и филмова музика. Дуото е познато на международната сцена и е участвало в няколко американски предавания като Клуб Веселие и The Bachelor.

## Произход
Хаусер, роден в Пула, Хърватия, и Шулич, роден в Марибор, Словения, се запознават в юношеските си години по време на майсторски клас в Пула. Шулич, който е по-малкия от двамата с една година, посещава Музикалната академия в Загреб, а след това учи във Виена. По-късно Шулич влиза в Кралската музикална академия в Лондон, а Хаусер посещава Кралския музикален колеж в Манчестър, като завършва обучението си в Музикалната консерватория в Лондон.
Дуото става известно през 2011 г. с кавър версията на песента Smooth Criminal на Майкъл Джексън, която става хит в YouTube, получавайки над 3 милиона гледания през първите две седмици и над тридесет и три милона гледания към ноември 2019 г. Създаването на музикалното видео е продиктувано от финансови затруднения на челисти, въпреки техния музикален успех в Обединеното кралство. Един от приятелите на Хаусер в Пула, предлага да изпробват пазара на поп музиката, като създадат видеоклип към Smooth Criminal. Във видеото са представени Шулич и Хаусер, изправени сами в голяма бяла стая, изпълнявайки мелодията на Джексън. Преди да станат партньори, двамата виолончелисти понякога са били съперници, състезавайки се един срещу друг в музикални състезания.

## Кариера
2Cellos подписва договор със Sony Masterworks, и завършва записа на първия си албум през май 2010 г. и издаден през следващата година. Албумът съдържа кавъри на песни на Ю Ту, Гънс Ен Роузис, Найн Инч Нейлс, Стинг, Колдплей, Нирвана, Мюз и Кингс ъф Лиън. Хаусер казва пред италианския вестник Република, че албумът ще включва и виолончелна версия на песента Human Nature на Джексън. Дуото споделя, че са избрали песни, които могат да бъдат създадени като кавъри, които да се изпълняват само на две виолончела. В част от песните се включва и барабанистът Душан Кранц, случаен член на групата.
Елтън Джон желае дуото да се появи с него на лятното му турне през 2011 г., което започва в Кардиф, Уелс, на 8 юни същата година. Джон, който лично се обажда на Шулич, споделя, че е гледал видеоклипа на Smooth Criminal и иска 2Cellos да участва в турнето му, включващо тридесет града. Шулич и Хаусер участват на 25 април 2011 г. в Шоуто на Елън Дедженеръс.
Въпреки че двамата обикновено записват кавъри на рок песни, Шулич и Хаусер заявяват, че свирят и с оркестри и няма да се откажат от изпълнението на класическа музика. Виолончелистите казат, че някой ден биха искали да отидат на турне както с класически, така и със съвременен оркестър. Вторият им студиен албум In2ition излиза в началото на 2013 г. През 2015 г. излиза третият им албум, озагалавен Celloverse. Четвъртият албум на дуото Score излиза през 2017 г. В него са включени кавъри на телевизионна и филмова музика.
На 26 май 2018 г. 2Cellos изпълнява химна на Шампионската лига на УЕФА преди финала на Шампионска лига 2018 между Реал Мадрид и Ливърпул. Същата година издават петия си албум „Let There be Cello“. През ноември 2022 г. те изнасят концерт на Международния филмов фестивал в Кайро.
Турнето Dedicated World Tour през 2021 г. е прощалното турне на 2Cellos. дуото окончателно се разпада през 2022 г. Шулич посочва като причина за официалното прекратяване на участието си в 2Cellos, че иска да се фокусира върху семейството си, докато Хаузер ще продължи със соловата си кариера.

## Дискография
- 2Cellos (2011)
- In2ition (2013)
- Celloverse (2015)
- Score (2017)

## Турнета
- The Score World Tour (2017)
- Let There be Cello (2019)